# 中央区 (马拉蓋县)
马拉蓋县中央区（波斯語：‎），是伊朗东阿塞拜疆省马拉蓋縣的区。2006年人口普查顯示該區人口为205,137人，分布於53,098戶家庭。该区設有马拉蓋市。另設有三個鄉，包括加雷納茲鄉、北薩拉茹鄉和西薩拉茹鄉。